# Andalucia Valderrama Masters 2010
Andalucia Valderrama Masters is een golftoernooi dat in 2010 van 28 tot en met 31 oktober werd gespeeld.
Het is sinds 2010 de nieuwe naam van de Volvo Masters. Het blijft het laatste toernooi in Europa van het seizoen van de Europese PGA Tour en het wordt nog steeds gespeeld op de Valderramabaan van Sotogrande. Het prijzengeld is € 3.000.000 waarvan de winnaar € 500.000 krijgt.
Toch verschilt de opzet van het toernooi met de opzet van de Volvo Masters, waar alleen de top 60-spelers van de Order of Merit meededen. Daarom wordt de Andalucia Masters eigenlijk als een nieuw toernooi gezien. De positie van de Volvo Masters als allerlaatste toernooi van het seizoen is in 2009 overgenomen door het Dubai World Championship, waar de top 60-spelers van de Race To Dubai mogen spelen. Op Valderrama zullen 96 spelers aan de start verschijnen. De beste vijftig spelers kwalificeerden zich voor het weekend. Het prijzengeld telt nog mee voor de Race To Dubai, zodat spelers nog kunnen proberen in de top 60 te komen om in Dubai te mogen spelen.

## De baan
Sotogrande heeft twee golfbanen, beide ontworpen door Robert Trent Jones Sr. De oudste baan ligt bij de zee en is vlak, de Valderrama baan ligt in de bergen, er staan veel oude kurkeiken en olijfbomen. Er is bijna geen vlak stuk te bekennen, een rechtgeslagen bal rolt de fairway af en eindigt in moeilijke rough. Het is een baan die je verstandig moet spelen, waar het nemen van risico's hard wordt gestraft. Het zal weinig spelers lukken vier rondes onder par te spelen.
Op deze baan is de Ryder Cup in 1997 gespeeld, waarbij Colin Montgomerie een halve punt maakte en daarmee de overwinning van Europa vaststelde.
Onlangs is bekendgemaakt dat The Stripe Group, een bedrijf waarvan Greg Norman mede-eigenaar is, de Valderrama baan heeft gekocht. Severiano Ballesteros is door de voormalige eigenaar van Valderrama Felipe Patiño uitgenodigd de Andalucia Masters bij te wonen, maar heeft de uitnodiging op advies van zijn dokter niet aangenomen.

### Scorekaart
| Hole   | 1   | 2   | 3   | 4   | 5   | 6   | 7   | 8   | 9   | Out  | 10  | 11  | 12  | 13  | 14  | 15  | 16  | 17  | 18  | In   | Totaal |
| ------ | --- | --- | --- | --- | --- | --- | --- | --- | --- | ---- | --- | --- | --- | --- | --- | --- | --- | --- | --- | ---- | ------ |
| Meters | 365 | 385 | 179 | 515 | 348 | 149 | 454 | 320 | 403 | 3118 | 356 | 500 | 194 | 376 | 338 | 206 | 396 | 490 | 415 | 3271 | 6389   |
| Yards  | 399 | 421 | 196 | 563 | 381 | 163 | 497 | 350 | 441 | 3411 | 389 | 547 | 212 | 411 | 370 | 225 | 433 | 536 | 454 | 3577 | 6988   |
| Par    | 4   | 4   | 3   | 5   | 4   | 3   | 4   | 4   | 4   | 35   | 4   | 5   | 3   | 4   | 4   | 3   | 4   | 5   | 4   | 36   | 71     |

| Eindstand | Naam                 | R1 | Score | Nr  | R2 | Score | Totaal | Nr  | R3 | Score | Totaal | Nr  | R4 | Score | Totaal |
| --------- | -------------------- | -- | ----- | --- | -- | ----- | ------ | --- | -- | ----- | ------ | --- | -- | ----- | ------ |
| 1         | Graeme McDowell      | 68 | -3    | 2   | 67 | -4    | -7     | 1   | 72 | +1    | -6     | T1  | 74 | +3    | -3     |
| T2        | Gareth Maybin        | 69 | -2    | T4  | 68 | -3    | -5     | 2   | 70 | -1    | -6     | T1  | 76 | +5    | -1     |
| T2        | Damien McGrane       | 68 | -3    | 2   | 73 | +2    | -1     | T6  | 70 | -1    | -2     | T3  | 72 | +1    | -1     |
| T2        | Søren Kjeldsen       | 71 | par   | T13 | 75 | +4    | +4     | T67 | 68 | -3    | +1     | T7  | 69 | -2    | -1     |
| T5        | Joost Luiten         | 74 | +3    | T57 | 72 | -2    | +1     | T20 | 72 | +1    | +2     | T13 | 69 | -2    | par    |
| T7        | Miguel Ángel Jiménez | 70 | -1    | T6  | 70 | -1    | -2     | T4  | 71 | par   | -2     | T3  | 74 | +3    | +1     |
| T10       | Sergio García        | 70 | -1    | T6  | 73 | +2    | +1     | T20 | 69 | -2    | -1     | T5  | 76 | +5    | +4     |
| T14       | Robert-Jan Derksen   | 70 | -1    | T6  | 71 | par   | -1     | T6  | 73 | +2    | +1     | T7  | 76 | +5    | +6     |
| T40       | Niclas Fasth         | 73 | +2    | T54 | 66 | -5    | -3     | 3   | 76 | +5    | +2     | T13 | 80 | +9    | +11    |
| T47       | Pablo Larrazábal     | 66 | -5    | 1   | 77 | +6    | +1     | T20 | 76 | +5    | +6     | T40 | 78 | +7    | +13    |
|           | Nicolas Colsaerts    | 72 | +4    | T74 | 76 | +5    | +9     | MC  |    |       |        |     |    |       |        |

## De spelers
| - Thomas Aiken - Fredrik Andersson Hed - Felipe Aguilar - Thomas Bjørn - Grégory Bourdy - Mark Brown - Rafael Cabrera Bello - Ariel Cañete - Alejandro Cañizares - Christian Cévaër - S S P Chowrasia - Darren Clarke - Nicolas Colsaerts - Rhys Davies - Robert-Jan Derksen - Stephen Dodd - Jamie Donaldson - Nick Dougherty - Bradley Dredge - David Drysdale - Simon Dyson - Johan Edfors - Niclas Fasth - Gonzalo Fernández-Castaño - Kenneth Ferrie | - Richard Finch - Ross Fisher - Alastair Forsyth - Sergio Garcia - Ignacio Garrido - Jean-Baptiste Gonnet - Ricardo González - Tano Goya - Richard Green - Todd Hamilton - Søren Hansen - Peter Hanson - Grégory Havret - Peter Hedblom - Oskar Henningsson - Michael Hoey - David Howell - Jeppe Huldahl - Raphaël Jacquelin - Miguel Ángel Jiménez - Michael Jonzon - Anthony Kang - Martin Kaymer - Simon Khan - James Kingston | - Søren Kjeldsen - José Manuel Lara - Pablo Larrazábal - Paul Lawrie - Thomas Levet - Shane Lowry - Jean-François Lucquin - Joost Luiten - Mikael Lundberg - Matteo Manassero - Pablo Martín - Gareth Maybin - Graeme McDowell - Paul McGinley - Ross McGowan - Damien McGrane - Edoardo Molinari - Francesco Molinari - James Morrison - Christian Nilsson - Alexander Norén - Hennie Otto - John Parry - Alvaro Quiros - Robert Rock | - Jeev Milkha Singh - Graeme Storm - Scott Strange - Carl Suneson - Daniel Vancsik - Anthony Wall - Steve Webster - Martin Wiegele - Danny Willett - Oliver Wilson - Chris Wood - Fabrizio Zanotti Sponsor uitnodiging - Gabriel Cañizares - Moisés Cobo - Stephen Gallacher - Shiv Kapur - Niklas Lempke Spaanse Order of Merit - Alejandro Cañizares - Santiago Luna - Raul Quiros - José María Olazabal |